# Maska przeciwgazowa MP-4

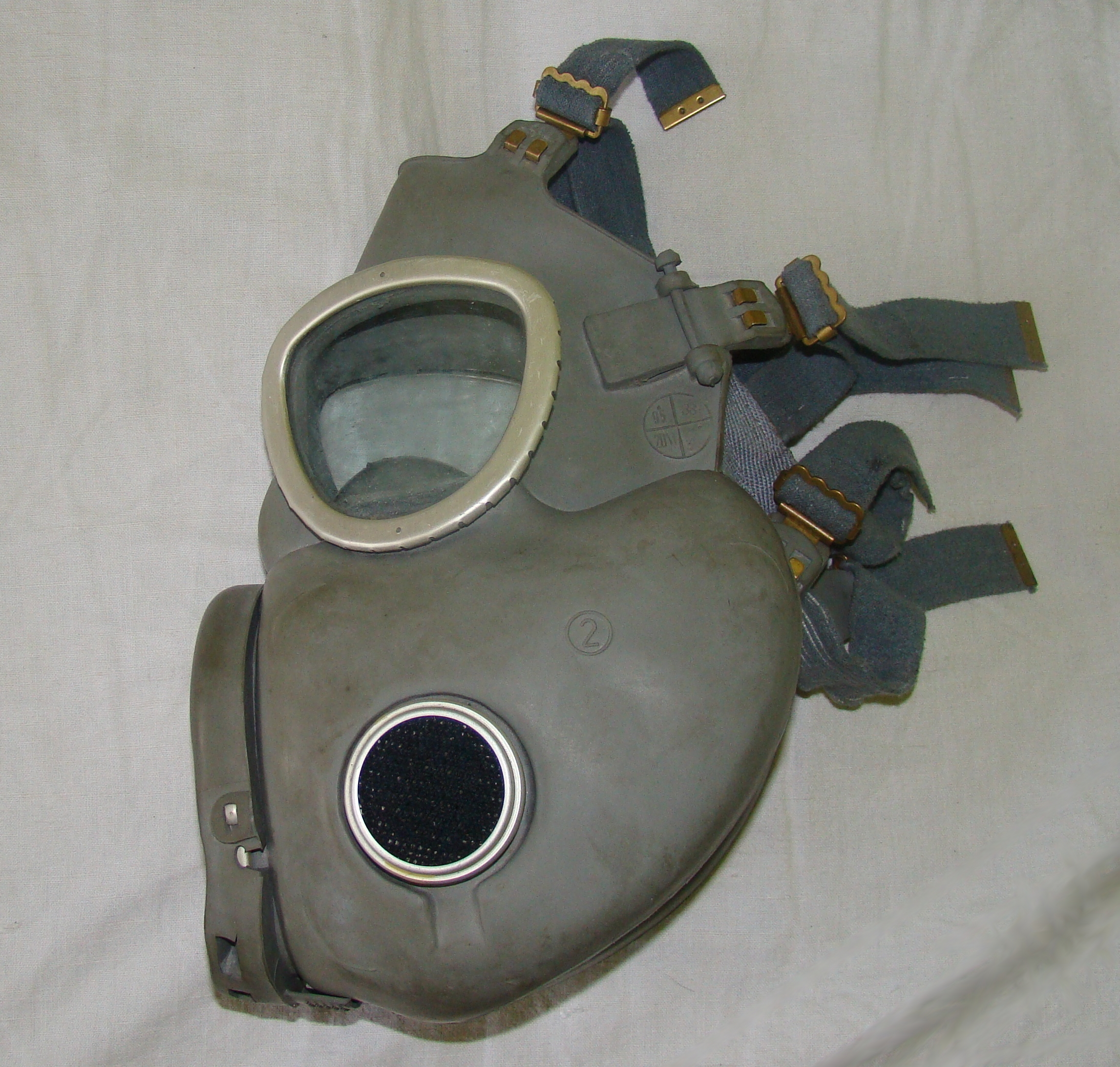
Maska MP-4

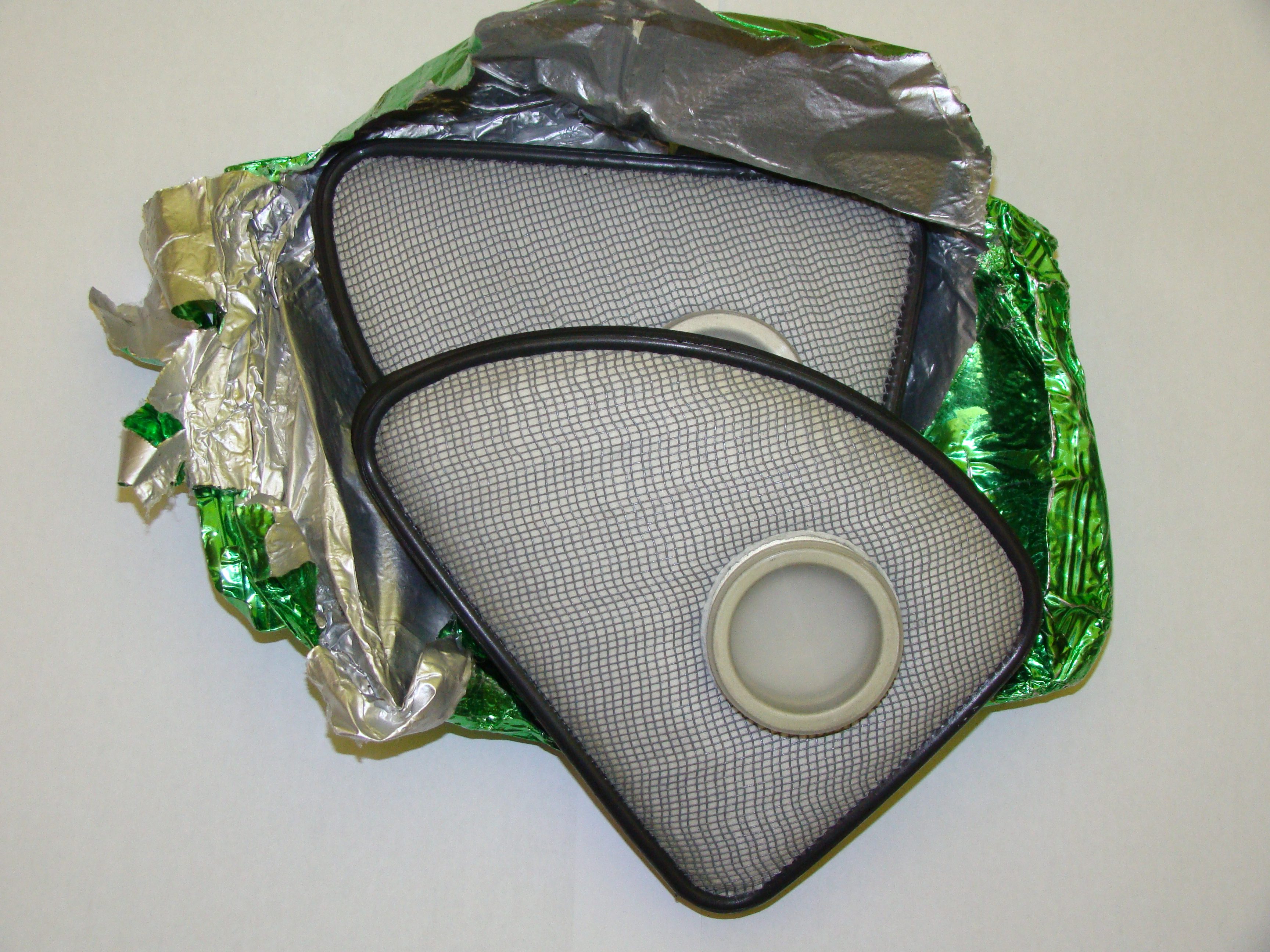
Pochłaniacze do maski przeciwgazowej MP-4

Maska przeciwgazowa MP-4 (potocznie „Buldog”) – maska przeciwgazowa używana w Wojsku Polskim. Obecnie całkowicie zastąpiona przez maskę MP-5. Jest to polska kopia amerykańskiej maski M-17A1. Produkowana do lat 90. Maska chroni przed działaniem bojowych środków trujących, broni biologicznej oraz przed substancjami promieniotwórczymi. Natomiast nie zapewnia ona ochrony przed tlenkiem węgla i amoniakiem
Maska MP-4 była następcą starszych masek Bss-Mo-4u (popularnie nazywane „słoniami”). Nową maskę zaczęto produkować w latach 70. Pierwszą wersję oznaczono jako OM-MG-2, a następne już jako MP-4. Maski pierwszych serii od reszty różniły się czarną oksydą metalowych części maski. Potem oksydowania zaniechano.

## Konstrukcja
Część twarzowa maski wykonana jest z gumy (występowała w trzech wariantach kolorystycznych czarna, zielona oraz szara). Maska ma nietypowe umiejscowienie filtropochłaniaczy (wkładek filtrosorpcyjnych) – nie w osobnej puszce jak w większości masek, ale w uwydatnionych policzkach maski. Stąd wzięło się potoczne określenie „buldog”. Celem takiego rozwiązania było między innymi poprawienie widoczności przy patrzeniu w dół i zmniejszenie bezwładności przy ruchach głową na boki. Okulary maski wykonane są ze szkła. Aby zapobiec ich roszeniu do maski dołączano fular przeciwzroszeniowy. Nakładki okularowe miały za zadanie izolować okulary maski podczas niskich temperatur utrudniając ich zaparowywanie.
W masce wprowadzono też komorę foniczno-wydechową co pozwala na artykulację mowy. Głos słychać przez membranę foniczną (górne koło z siatką).
Pewną serię masek wyposażono w urządzenie do pobierania płynów. Te maski nosiły oznaczenie MP-4B.

## Skład zestawu
Kompletny zestaw MP-4 zawiera:
- część twarzową MP-4
- parę zapakowanych hermetycznie wkładek filtrosorpcyjnych
- parę zaworów wdechowych
- nakładki okularowe
- fular przeciwzaroszeniowy
- worek z folii (do zabezpieczenia maski podczas pokonywania przeszkód wodnych)

Dodatkowo zestaw MP-4B zawiera:
- pojniczkę - półprzezroczysty bidon z tworzywa sztucznego do przechowywania płynów
- refuler (wężyk łączący bidon z maską)

## Użytkownicy
- Siły Zbrojne Polskiej Rzeczypospolitej Ludowej i Siły Zbrojne Rzeczypospolitej Polskiej
- Milicja Obywatelska, a następnie Policja